# ولایت سرپل
ولایت سرپُل یکی از ۳۴ ولایت افغانستان به مرکزیت این شهر سرپل می‌باشد. این ولایت در شمال افغانستان واقع شده و مطابق احصائیه ۱۳۹۹، ۶۲۱٬۰۰۲ نفر جمعیت دارد که هجدهمین ولایت پرجمعیت افغانستان می‌باشد. سرپل ۱۶٫۳۶۰ کیلومتر مربع پهناوری دارد و از غرب و شمال با ولایت‌های فاریاب، جوزجان و بلخ، از جنوب با غور و بامیان و از شرق با سمنگان همسایه است.
ولایت سرپل تا سال ۱۳۶۷ (۱۹۸۸) جزئی از ولایت جوزجان محسوب می‌شد. اما در این سال براساس تقسیماتی که صورت گرفت، ولایت سرپل از جوزجان جدا شد و به صورت یک ولایت مستقل درآمد. این منطقه در قرون گذشته انبار یا انبیر خوانده می‌شده‌است.

## جغرافیا
مجموع مساحت این ولایت در حدود ۱۶٬۳۸۵ کیلومتر مربع از مساحت افغانستان را احتوا نموده‌است. این ولایت در دامنه شمال تیر بند ترکستان موقعیت داشته و بین ۳۵ درجه و ۳۰ دقیقه شرقی تا ۳۶ درجه و ۱۳ دقیقه شمالی و ۶۶ درجه و ۳۰ دقیقه جنوبی و ۶۵ درجه و ۲۹ دقیقه شرقی واقع است و ارتفاع ان از سطح دریا در مناطق هموار از ۶۴ متر تا ۱۷۵۰ متر در مناطق کوهستانی می‌رسد. همچنین ۷۵٪ اراضی خاک ولایت سرپل کوهستانی یا نیمه کوهستانی و صرف ۱۴٪ دیگر آن اراضی هموار می‌باشد و متباقی ان یعنی ۱۱٪ باقی‌مانده ساحات جنگلی، نیمه هموار و… می‌باشد.
ولایت سرپل در ۶۰۳ کیلومتری کابل موقعیت دارد و از ولایات درجهٔ سه کشور شمرده می‌شود. این ولایت از بابت ساختار جغرافیایی یک منطقهٔ کوهستانی می‌باشد که ۷۵ درصد زمین آن از کوه‌ها و متباقی آن از زمین‌های هموار تشکیل گردیده‌است. دو دریا موسوم به تور و سپین در سرپل جریان دارد که زمین‌های زراعتی را آبیاری می‌کند. در فصل زمستان آب این دریاها زیاد شده؛ اما در فصل تابستان که نیاز به آبیاری زمین‌های زیاد می‌شود، آب آن کم می‌شود. کار روی سیستم قطره‌ای آبیاری زمین نیز در این ولایت جریان دارد و اگر تطبیق گردد، بخش زیاد زمین‌های بوره سرسبز خواهد شد.

## پیشینه
سرپل یکی مناطق باستانی شمال هندوکش که در تاریخ بنام‌های انبار، جوزجانان، گوزگانان، جوزجان، گوزگان و غیره یاد گردیده‌است (جوزجان و جوزجانان معرب کلمات گوزگانان و قادر‌داکسو است که اعراب بنابه نداشتن حرف: «گ» در آلفای خود، اکثراً گاف را با «جیم» تعویض می‌نمایند).
گوزگانان یا گوزگان، از ولایت‌های قدیم و مهم خراسان به‌شمار می‌آمده‌است. این ولایت، امروزه در شمال افغانستان واقع شده‌است و با اندکی تفاوت، سه ولایت کنونی جوزجان، فاریاب و سرپل را دربر می‌گیرد. از نوشتهٔ ابن خردادبه (حدود ۲۵۰ هجری) برمی‌آید که در سدهٔ سوم هجری، منطقهٔ جوزجان نسبت به سده‌های بعد کوچکتر بوده و شهرهای فاریاب و طالقان، شامل آن نبوده‌است.
هیوان تسنگ جهان‌بین معروف چینی (حدود ۶۳۰ میلادی) مساحت جوزجان را از شرق تا غرب ۵۰۰ لی، معادل ۲۸۸ کیلومتر و از شمال تا جنوب ۱۰۰۰ لی، معادل ۵۷۶ کیلومتر دانسته‌است، وی جوزجان را به زبان چینی «هوشی کین» ضبط نموده و گفته‌است که جوزجان دارای کوه‌ها و دریاهاست، و آبش گوارا و شیرین است.
از آثار جغرافیدانان پیش از اسلام و شش سدهٔ نخست اسلامی برمی‌آید که سرزمین وسیع میان بلخ و مروالرود (رود مرغاب) به نام جوزجان یاد می‌شده و شبورقان، انبار، سان و چارک، اندخوی، فاریاب (یعنی دولت‌آباد میمنه)، طالقان (چیچکتوی کنونی)، گرزوان (گرزیوان)، کلار و کندرم، یهودیه (میمنه امروزی) از شهرها و ناحیه‌های آن به‌شمار می‌رفت. منطقهٔ ولایت جوزجان پس از سدهٔ هشتم هجری (چهاردهم میلادی) نسبت به سده‌های گذشته خیلی محدود گردیده و در سدهٔ نهم هجری فقط برای شهر سرپل اطلاق گردیده‌است.
بنابر نظر پژوهشگران و همچنین شواهد تاریخی، «انبار» یا بنابر نوشتهٔ یاقوت حموی در نیمهٔ نخست سدهٔ هفتم هجری «انبیر»، با موقعیت سرپل کنونی مطابقت دارد.
میر غلام محمد غبار در صفحهٔ ۲۰۲ اثر معروف خود به نام تعلیقات جغرافیای تاریخی افغانستان ضمن معرفی شبرغان، سرپل را چنین تعریف می‌کند: «اشپورقان و نریان که شهری میان یهودیه و فاریاب است، بزرگ‌ترین شهر جوزجانان یا انبار می‌باشد، و آل فرغون (فریغون) در همین شهر مقیم باشند، و در زمستان به جزروان اقامت کنند.»
منظور از انبار همین سرپل امروزی است که در دوره زمامداری سلاطین تیموری پس از اعمار پل تاریخی سرپل در زمان زمامداری میرزا سلطان حسین بایقرا، بنابه ابتکار وزیر دانشمند او امیرالکلام امیر علی شیر نوایی، بر فراز دریای سرپل که از یکجا شدن آب رودخانه‌های آقسو و قراسو ایجاد می‌گردد، به نام سرپل مسما می‌شود.
عبدالحی حبیبی در نخستین صفحهٔ کتاب جغرافیای تاریخی افغانستان چنین می‌نویسد: کسانی که تاریخ وطن را خوانده‌اند، شاید بارها نام جوزجان یا گوزگان را که یکی از مناطق تاریخی است دیده و شنیده باشند.
احمد بن واضح یعقوبی معروف به الیعقوبی مورخ سدهٔ سوم هجری، در سال ۲۷۸ قمری گوزگان را در قسمت شمال مجرای رود شبرغان و شمال دریای میمنه می‌شمارد. یعقوبی انبار را از جمله شهرهای جوزجان و پایتخت این ولایت می‌داند. براساس نوشتهٔ وی جوزجان دارای چهار شهر بوده‌است، ۱-انبار (سرپل کنونی)، ۲-اسان و صمعاکن (سانچارک کنونی)، ۳-کندرم و قرزمان (گرزوان کنونی)، ۴-شبورقان که در روزگار پیشین مرکز بوده‌است.
المقدسی این ولایت را جزو بلخ شمرده‌است. بارتولد مستشرق روسی انبار را سرپل و فاریاب را نزدیک دولت‌آباد کنونی در ولایت فاریاب می‌نویسد.
در کتاب حدود العالم من المشرق الی المغرب که در ۳۷۲ هجری نوشته شده و مؤلف نامعلوم آن هم جوزجانی بوده‌است، دربارهٔ انبار آمده‌است: «انبار یا انبیر شهری است نیکو و آبادان و جای بازرگانان و بارگه بلخ و با نعمت بسیار که بر دامن کوه آباد شده‌است.» از این عبارت مؤلف حدود العالم برمی آید که شهر انبار بر دامن کوه آباد شده بود؛ امروزه در چند کیلومتری شمال سرپل قریهٔ کهنه‌بازار واقع گردیده‌است که احتمال می‌رود انبار در آنجا واقع بوده باشد.
حکیم ناصر خسرو بلخی شاعر و فلسفه‌دان معروف در سال ۴۳۷ هجری در این شهر آمده، آن را به جهت مرکز جوزجانان بودنش جوزجانان خوانده و گفته‌است که «پس از آنجا به شبورغان رفتم شب به دیه فاریاب بودم و از آنجا براه سنگلان و طالقان به مروالرود شدم».
اصطخری و ابن حوقل در سدهٔ چهارم هجری آن را یکی از شهرهای جوزجانان می‌دانند و اضافه می‌کند که آنجا مقام پادشاهان آل‌فریغون می‌باشد و آن شهری است بر کوه اعمار گردیده، از مروالرود (مرغاب) بزرگتر و دارای آب‌های روان، باغ‌ها و تاکستان‌ها است و بناهای آن گلی است و انبار به مسافت یکروزه راه در جنوب شبورقان واقع شده‌است.
عبدالحی حبیبی در صفحهٔ پنجم همان کتاب، در رابطه با آل فریغون و دیگر دودمان‌های حکمران در این حدود جغرافیایی می‌نویسد که: «یکی از این دودمان‌ها حکمرانان آل‌فریغون یا فریغونیان اند که در جوزجان از حدود (۲۵۰ تا۴۱۰ هجری) فرمانروایی داشتند. این دودمان در عصر سامانیان و غزنویان دارای شهرت تام بوده‌اند و روابط دوستی و خویشاوندی را با هر دو خانوادهٔ سلطنتی حفظ می‌کردند و شاهان صلح دوست، علم‌پرور و دانشمند بودند؛ خود گوزگان بر حوالی سرپل کنونی اطلاق شده و این دودمان از نسل شاهان قبل از اسلام (گوزگان خدا) مردم رباط فریغون بودند که بقول مقدسی به فاصلهٔ راه یک روزه راه از اندخوی کنونی و کرکی واقع بود…»
این منطقه به تصریح یاقوت حموی متوفای ۶۲۶ هجری، سرزمین پهناوری بوداز بلخ تا مرو رود که از شهرهای مهم آن انبار، فاریاب و کلار بود. یاقوت حموی انبار را قصبهٔ ولایت جوزجان می‌شمارد و می‌نویسد: «از مروالرود بزرگتر است، آب جاری و باغ‌ها و تاکستان‌های فراوان دارد، عمارت‌های آن گلی است و به مسافت یکروزه راه در جنوب شبورقان وقوع دارد». وی در کتاب معجم‌البلدان شهر انبار را به صورت انبیر می‌نویسد و می‌گوید که مقتل امام یحیی بن زید بن علی بن الحسین بن علی کرم الله وجهه آنجاست.
در قرن‌های هشتم و نهم هجری که دورهٔ پادشاهی تیمور و تیموریان است از سرپل نامی برده نمی‌شود و اگر اشاره‌ای به این ناحیه می‌شود به جوزجانان و رجال مربوط به آن اشاره می‌گردد و آن را جوزجانی یا جانی می‌نویسند. اگر چه عده‌ای از پژوهشگران، دربارهٔ حادثهٔ فتنهٔ پیر علی تاز که در ۸۱۰ هجری در شهر بلخ به وقوع پیوست، از عبارت «سرپل گرفته بنشست» شهر سرپل قیاس کرده‌اند.
شهر سرپل ظاهراً از آغاز قرن دهم هجری، یعنی حدود پنجصد سال پیش در جایگاه کنونی آن بنا شده و پلی هم در آن اعمار گردیده که شاهراه میان فاریاب و بلخ را به هم پیوند داده‌است.
محمود بن امیر ولی کاسانی بلخی در کتاب بحرالاسرار فی مناقب الاخیار که در سال ۱۰۵۰ هجری در زمان حکومت ندر محمد خان اشترخانی تألیف شده می‌نویسد: «جوزجان شهری است از شهرهای ولایت بلخ … و او را اکنون سرپل می‌خوانند، بنابر آنکه نزدیک قنطره بزرگ افتاده و هوایش قریب به حد اعتدال است و آبش در کمال عذوبت و گوارایی و حاصل آن غله و انواع میوه و فواکه است خصوصاً خربوزه و انگور به‌غایت خوب و مرغوب است؛ و قرا و قصبات بسیار دارد و اعظم آن‌ها قصبه خانقاه است که امروز اکثر آن ملک زرخرید خلافتمکانی ندر محمد است و در بلنقور از مضافات آن سنگ فسان پیدا می‌شود… و مردمش بیشتر مایل به کسب فضایل‌اند و آنجا مدرسه ایست که یکی از علما به نصب حکام، همیشه در آن به افاده مشغول است اما اهل آن حدود، به تنزیه منازل و تنظیف مساکن کمتر پردازند. در آن ولایت دو مزار است که زیارتگاه مردم آنجاست. یکی بر شرقی رود و دیگر بر غربی آن است و در بعض کتب اخبار به نظر درآمده، مزاری که بر شرق شهر و نهرست بدن امام یحیی بن زید است و مزاری که بر غرب شهر و نهر است سر امام مذکور؛ و از علمای متبحر امام ابو سلیمان از آنجا اند و قبر آن جناب در فاریاب است؛ و ازهار و ریاحین آن ولایت خصوصاً لاله نعمان شهرت تمام دارد و در بلندی از قامت آدمی زیاده می‌شود و تا هفتاد قسم از آن یافته‌اند، چنان‌که گفته‌اند:
| در فصل بهار لاله روید همه جا |  | اما نرسد به لاله زار سرپل |

و از مساجد آنجا مسجد خضر است و آن قریهٔ بغایی است، صورتش چنان‌که خانهٔ مربع طولانی که درازی آن قریب به شش ذراع باشد، در سنگ خاره کنده‌اند و محرابی دارد و درویشان آنجا رفته اربعین نشینند و مشهور چنان است که هر که آنجا چله بر آرد، او را با خضر ملاقات دست دهد و فیض و فتوح کلی دست یابد.
در آثار سده‌های یازدهم و دوازدهم هجری هم منطقه سرپل به نام «سرپل جوزجانان» و «جوزجانان سرپل» یاد شده‌است، چنانچه در اسناد و قفنامه‌های مقبره امام یحیی که تعدادی از آن‌ها تاریخ ۱۰۹۸ هجری را دارد و بقیه بی‌قید تاریخ است، چنان ضبط گردیده‌است که یاد شد.
در قرن سیزدهم هجری که مناطق شمالی افغانستان خان‌نشینی‌های جداگانه داشت، امارت‌نشین سرپل ذوالفقار خان یا ذوالفقار شیر و پسرش محمود خان و نوه‌اش محمد خان بود.
نجم الدین ذاکر سنگچارکی یکی از شاعران سدهٔ دوازدهم هجری، سرپل را چنین توصیف می‌نماید:
| سرپل لقب جوزجانان به نام |  | ملک پاسبان، آستان امام      |
| اگر چند بلخ است ام‌البلاد |  | که گویا چنین بلده هرگز نزاد |

## مردم
سرپل یکی از فقیرترین ولایت‌های افغانستان و جامعه‌ای چندقومیتی دارد. نفوس ولایت سرپل براساس آمار احصائیهٔ نفوس کشور در سال ۱۳۸۸ حدود ۵۰۵٬۴۰۰ تن می‌باشد. اما طبق گزارش همبستگی ملی، نفوس این ولایت ۷۱۱٬۶۰۰ تخمین می‌گردد. گروه‌های مختلف قومی در ولایت سرپل زندگی می‌کنند که شامل  ازبک‌ها، تاجیک ها و هزاره‌ها می‌شود. در طول دوران اشغال افغانستان توسط شوروی بسیاری از مردم آواره شدند. زبان فارسی توسط اکثر مردم سرپل به عنوان زبان مادری تکلم می‌شود.

## سیاست

سر درب ورودی استانداری ولایت سرپل سال ۱۳۹۹

در حال حاضر عبدالحق شفق والی سرپل است. شهر سرپل مرکز ولایت است. کلیه فعالیت‌های اجرای قانون در سراسر ولایت توسط پولیس ملی افغانستان اجرا می‌شود. رئیس پولیس ولایت نماینده وزارت امور داخله در کابل است. نیروهای پولیس ملی توسط نیروهای امنیت ملی افغانستان نیروهای تحت رهبری ناتو پشتیبانی می‌شوند.

### نمایندگان ولسی جرگه
محمداکبر سلطان زاده، حمیدالله بیگ، سید حیات‌الله عالمی، سید محمدحسن شریفی بلخابی و عزیزه جلیس نمایندگان منتخب مردم ولایت سرپل در دور هفدهم مجلس نمایندگان افغانستان هستند.

### نمایندگان مشرانو جرگه
مولوی حبیب الرحمن عضو حزب جمعیت اسلامی و معصومه شاداب عضو سابق شورای ولایتی سرپل، نیز نمایندگان انتخابی ولایت سرپل در مشرانو جرگه (سنا) می‌باشند.

## اقتصاد

### زراعت
ولایت سرپل ۱۱۱٬۰۰۰ هکتار کشتزار دارد که ۵۰٬۰۰۰ هکتار آن زمین آبی و ۶۰٬۰۰۰ هکتار آن زمین للمی می‌باشد، ۱۸٬۰۰۰ هکتار آن را نیز باغات تشکیل می‌دهد.
بیش از ۸۵٪ مردم ولایت سرپل به زراعت اشتغال داشته و متباقی دیگر مردم به مالداری و سایر پیشه‌ها مصروف می‌باشند. از محصولات عمده‌ای این ولایت می‌توان به گندم، جو، جواری، نخود، لوبیا، زِغِر و کنجد اشاره کرد. همچنین خربوزه، تربوز، انگور، ناک، زردآلو، شفتالو، و سیب نیز در کنار سایر نباتات در این ولایت پرورش داده می‌شود.
همچنین ریاست زراعت ولایت سرپل نیز اعلام کرده‌است که پروژه کشت گیاه زعفران با کمک برنامه اسکان بشر ملل متحد (UN-HABITAT) از تارخ ۲۱ ثور/اردیبهشت سال ۱۳۹۱ در این ولایت آغاز شده‌است. این برنامه شامل آموزش و همچنین تحویل پیاز گیاه زعفران به زارعین بوده‌است.
- روغن کنجد

سرپل یکی از ولایت‌های زراعتی در زون شمال کشور بوده که بیش از ۴۴ هزار هکتار زمین زراعتی آبی و ۳۲ هزار هکتار زمین زراعتی للمی را دارا است. ریاست زراعت، آبیاری و مالداری ولایت سرپل، می‌گوید که میزان تولید روزانه روغن کنجد در این ولایت، به ۱٫۳۸ تُـن و میزان تولید سالانه آن، به ۵۰۲ تُن می‌رسد. یک سیر کنجد بین ۴۵۰ تا ۶۰۰ افغانی در بازار محلی به فروش که قرار گزارش اداره احصاییه و معلومات در شش ماه اول ۱۳۹۹، به ارزش ۳۱ هزار و ۶۲۹ دالر، روغن کنجد به بیرون از کشور صادر شده‌است.

### آرامگاه یحیی بن زید

امامزاده یحیی بن زید شهر سرپل

## ولسوالی‌ها

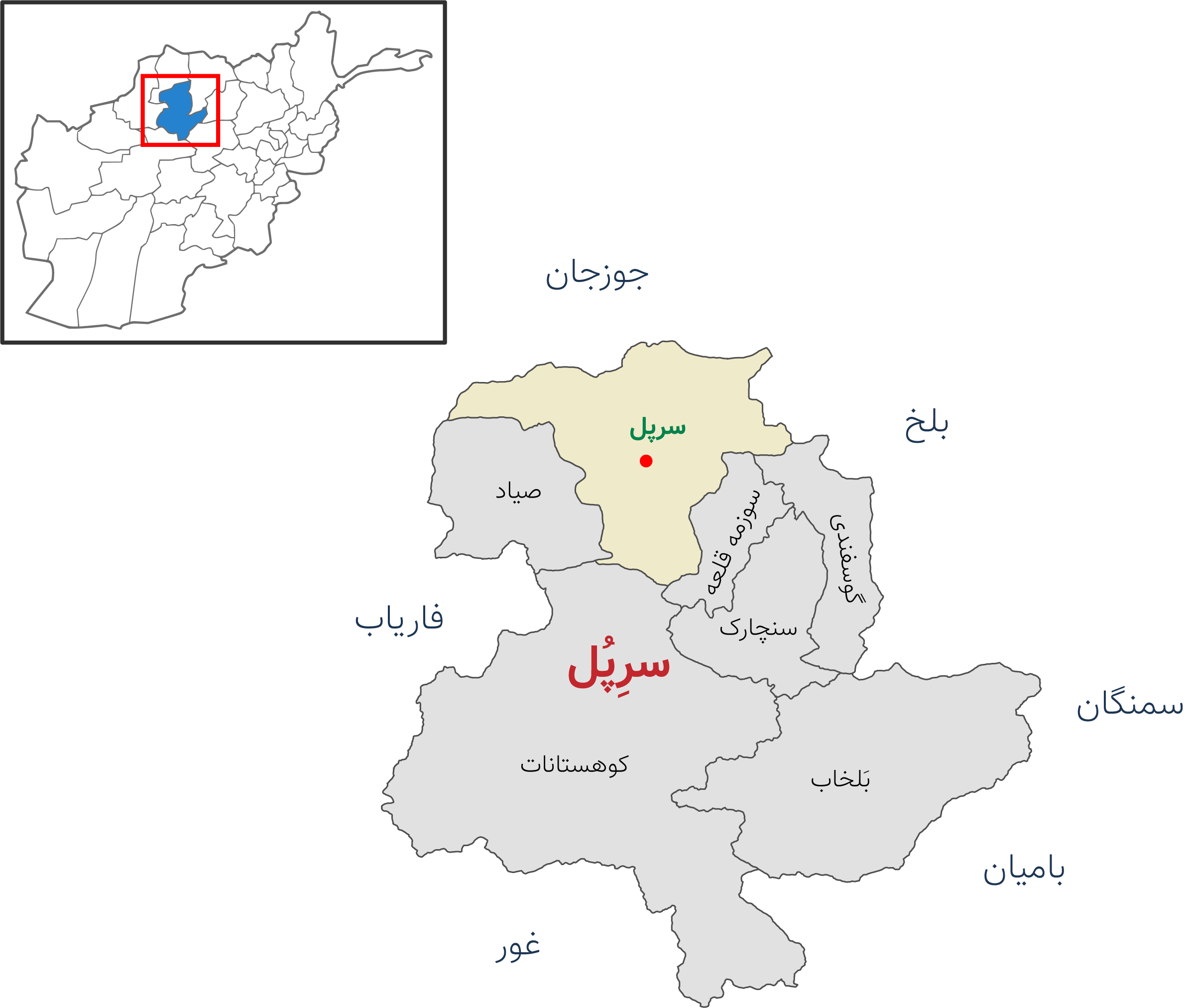
ولسوالی‌های سرِ پُل